# Бакинская бухта
Баки́нская бу́хта (азерб. Bakı körfəzi) — залив, расположенный на западном берегу Каспийского моря, у южного побережья Апшеронского полуострова в Азербайджане.
Естественная гавань Бакинского порта, ВМС Азербайджана и местного яхт-клуба. Объём воды — 0,7 км³.

## Описание
Бухта ограничена с востока мысом Султан, с юго-запада — мысом Шихов, а с юга и юго-востока островами Гум, Даш-Зиря и Бёюк-Зиря. Площадь бухты — 50 км², длина береговой линии ― 20 км. На западном берегу бухты в море вдаётся мыс Баилов.
Во время сильных ураганов высота волн в заливе может достигать 1,5 м. Течения в бухте слабые. На побережье Бакинской бухты располагается приморский бульвар.

## История

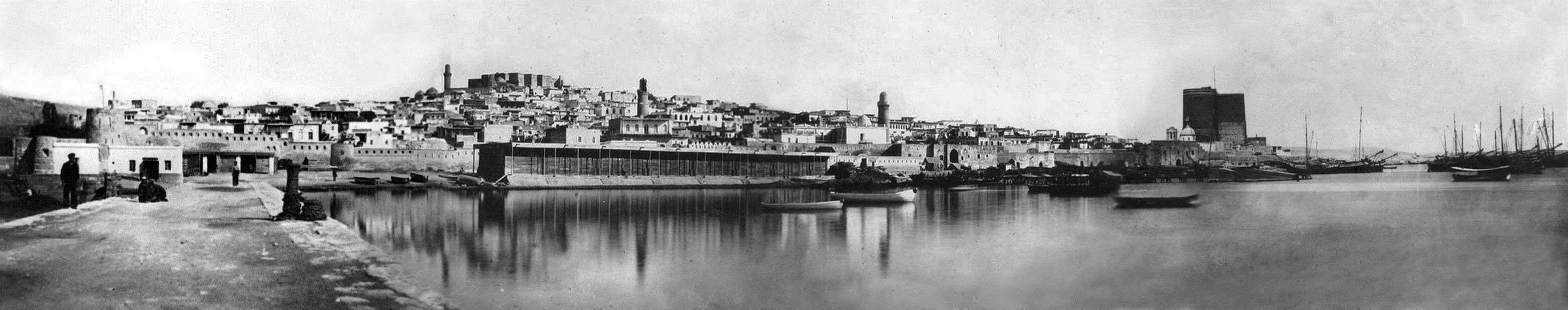
Бакинская бухта в 1861 году. Фотография А.Ф. Ульского.

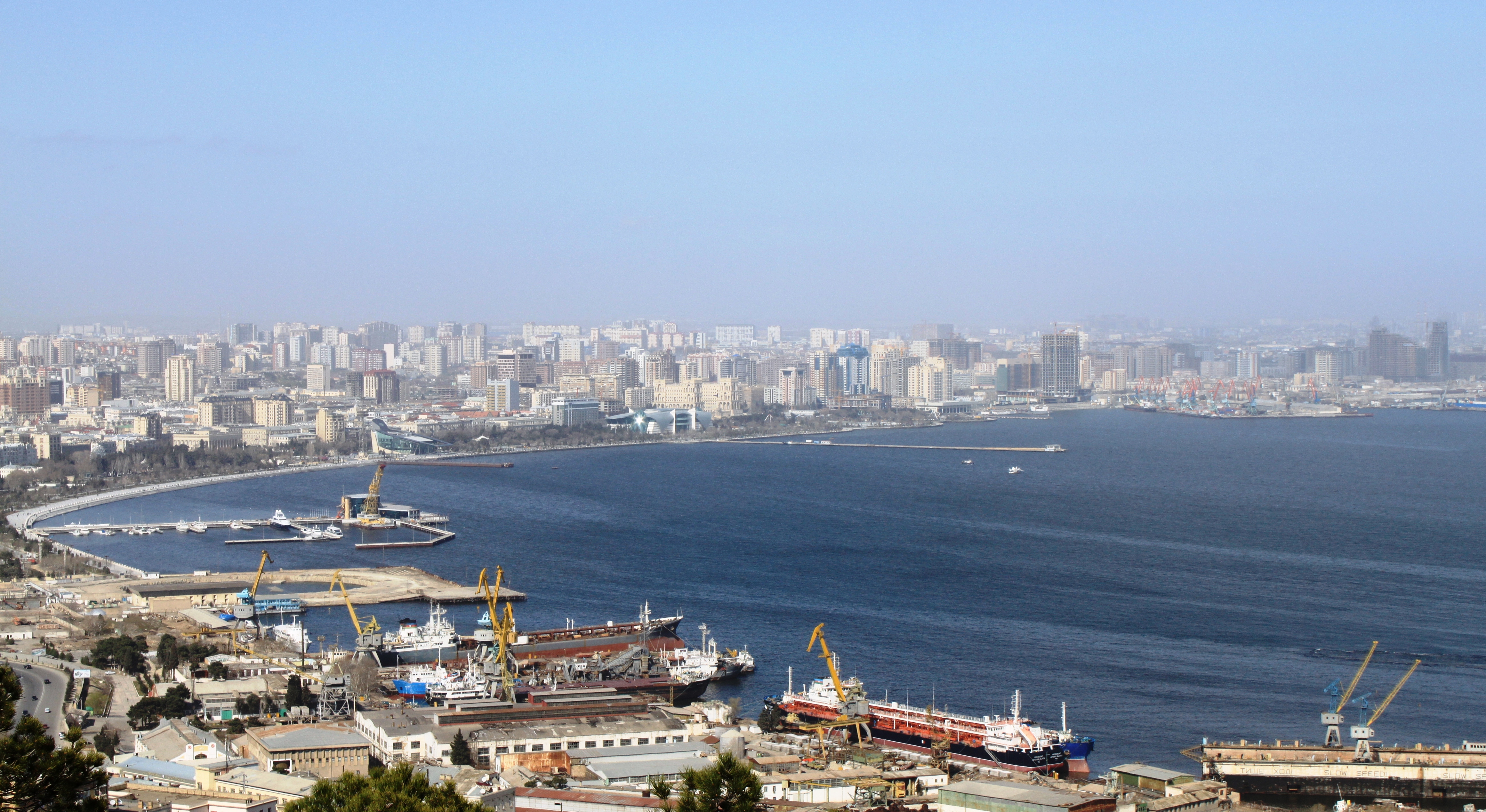
Вид на бухту с Баиловского холма

Бакинская бухта была сухой с I века нашей эры и до VII века, а острова в бухте соединялись с сушей. На карте Птолемея (II век н. э.) Баку изображен вдали от моря. После VII века начинается сильное повышение уровня Каспия вплоть до IX века. С этого времени начинается образование Бакинской бухты. Сильные изменения произошли в конце XIII века, когда уровень Каспийского моря поднялся более, чем на десять метров. Итальянский географ XIV века Марино Сануто отмечал: — «Каспийское море каждый год прибывает на одну ладонь, и многие хорошие города уже затоплены». По свидетельству географа Абд ар-Рашид ал-Бакуи, в 1403 году Каспийское море затопило часть Баку и вода стояла у мечети. В это время море плескалось у подножия Девичьей башни, что косвенно подтверждает легенду о девушке, бросившейся в Каспий с вершины башни. В тот же период полностью под водой оказался Сабаиловский замок, построенный на скале в Бакинской бухте. Следующие 600 лет уровень моря колеблясь оставался высоким вплоть до начала XX века, когда он стал падать.
В Бакинской бухте находится затопленный Сабаильский замок.

## Экологическое состояние
Загрязнение Бакинской бухты происходит по разным причинам. Основную роль в ухудшении экологического состояния бухты играют сбрасываемые в море отходы промышленных, жилых и бытовых объектов, расположенных на побережье, а также эксплуатация судов, нефтяных и газовых месторождений.
Работы по исследованию дна бакинской бухты начались после 1996 года. Стали проводиться мероприятия по извлечению из воды металлических конструкций и затонувших судов. В 2007—2009 годах были проведены широкомасштабные работы по очистке бакинской бухты от затонувших кораблей, металлических конструкций и неэксплуатируемых гидротехнических сооружений, непригодных к использованию подводных трубопроводов. В целом из моря было извлечено 4 500 тонн металлолома и около 412 тонн деревянных отходов.

## Галерея

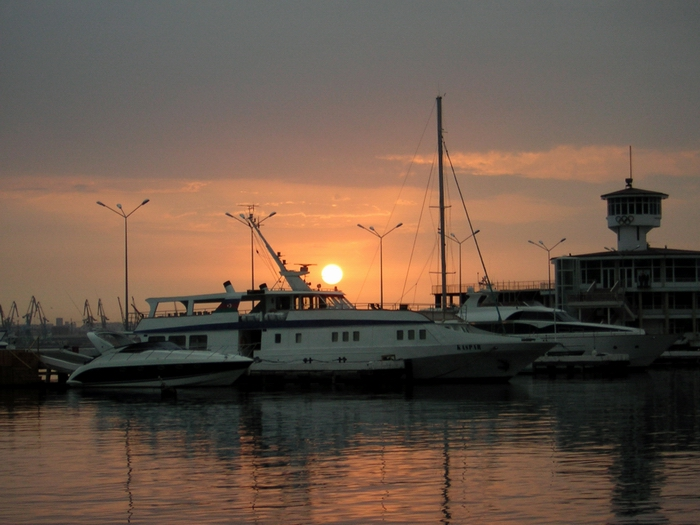
Яхт-клуб
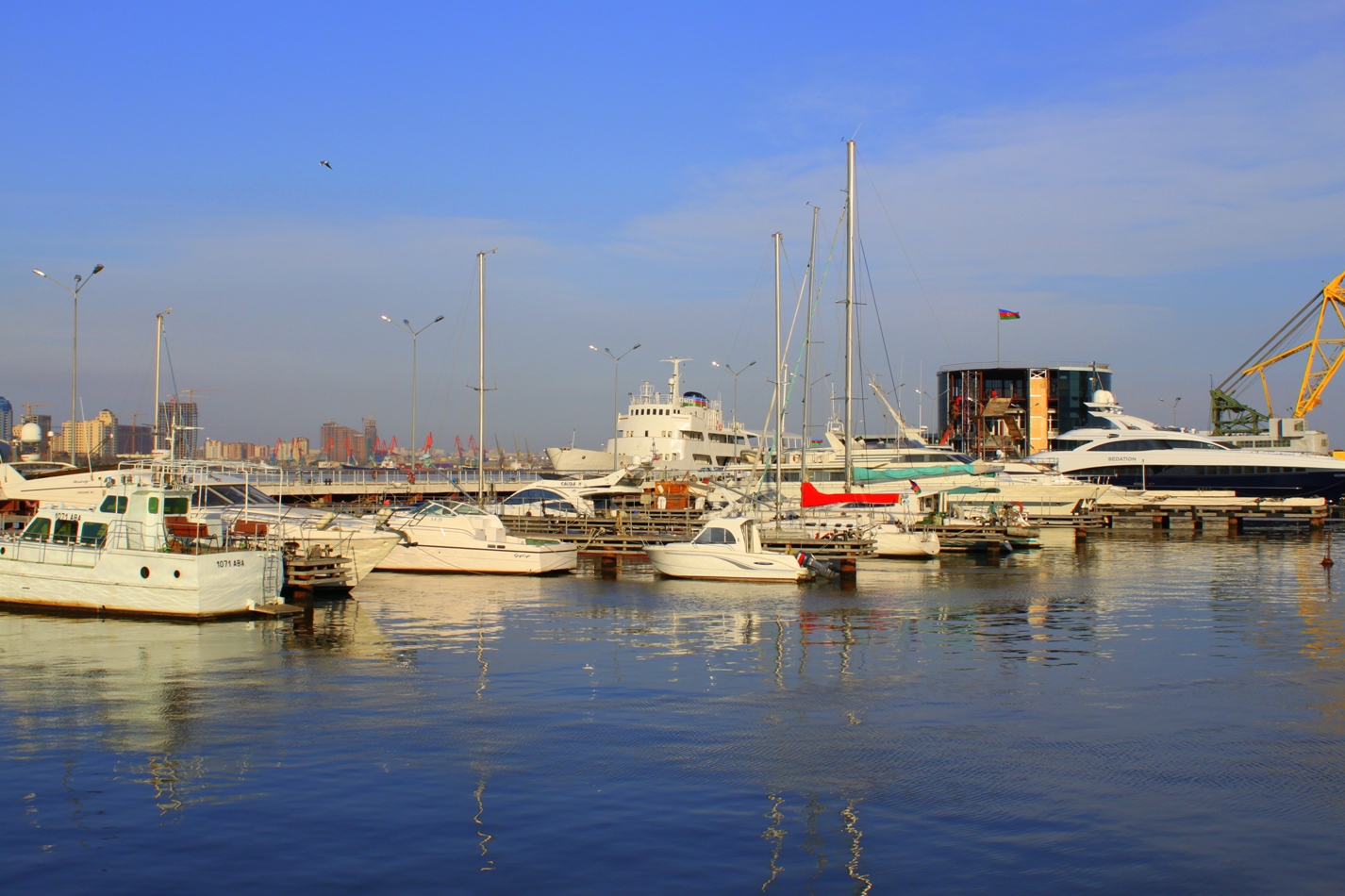
Яхт-клуб
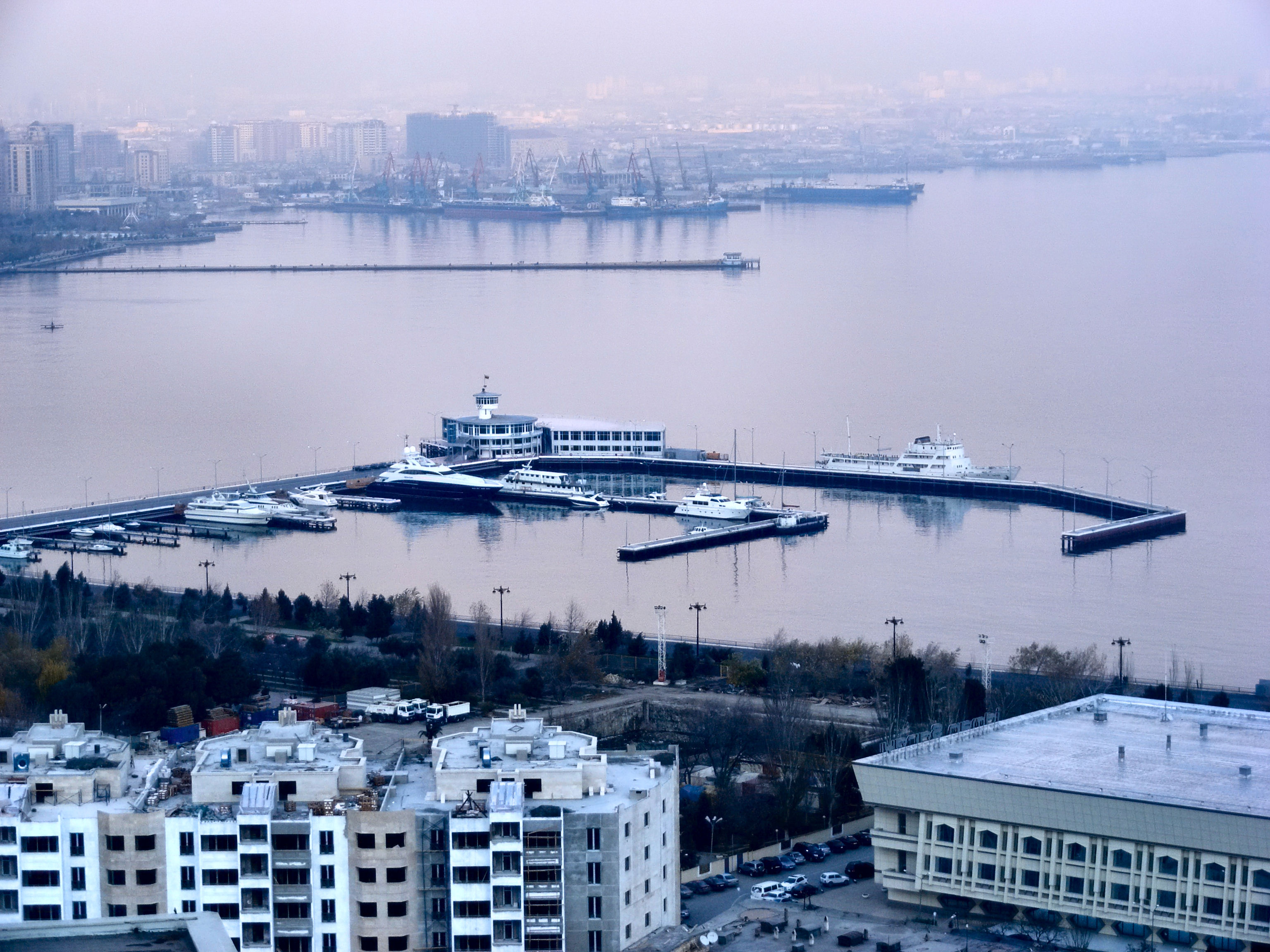
Яхт-клуб
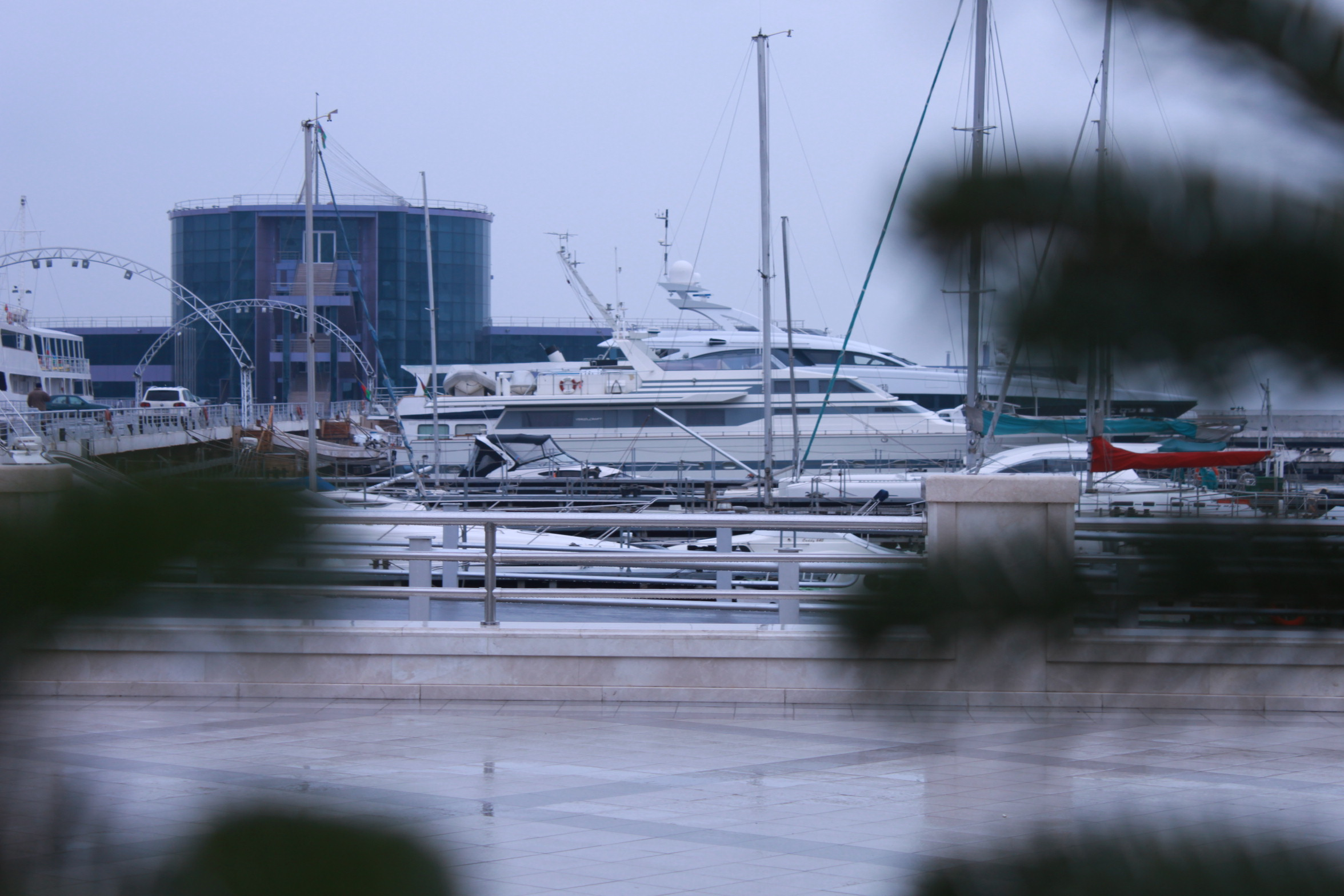
Яхт-клуб
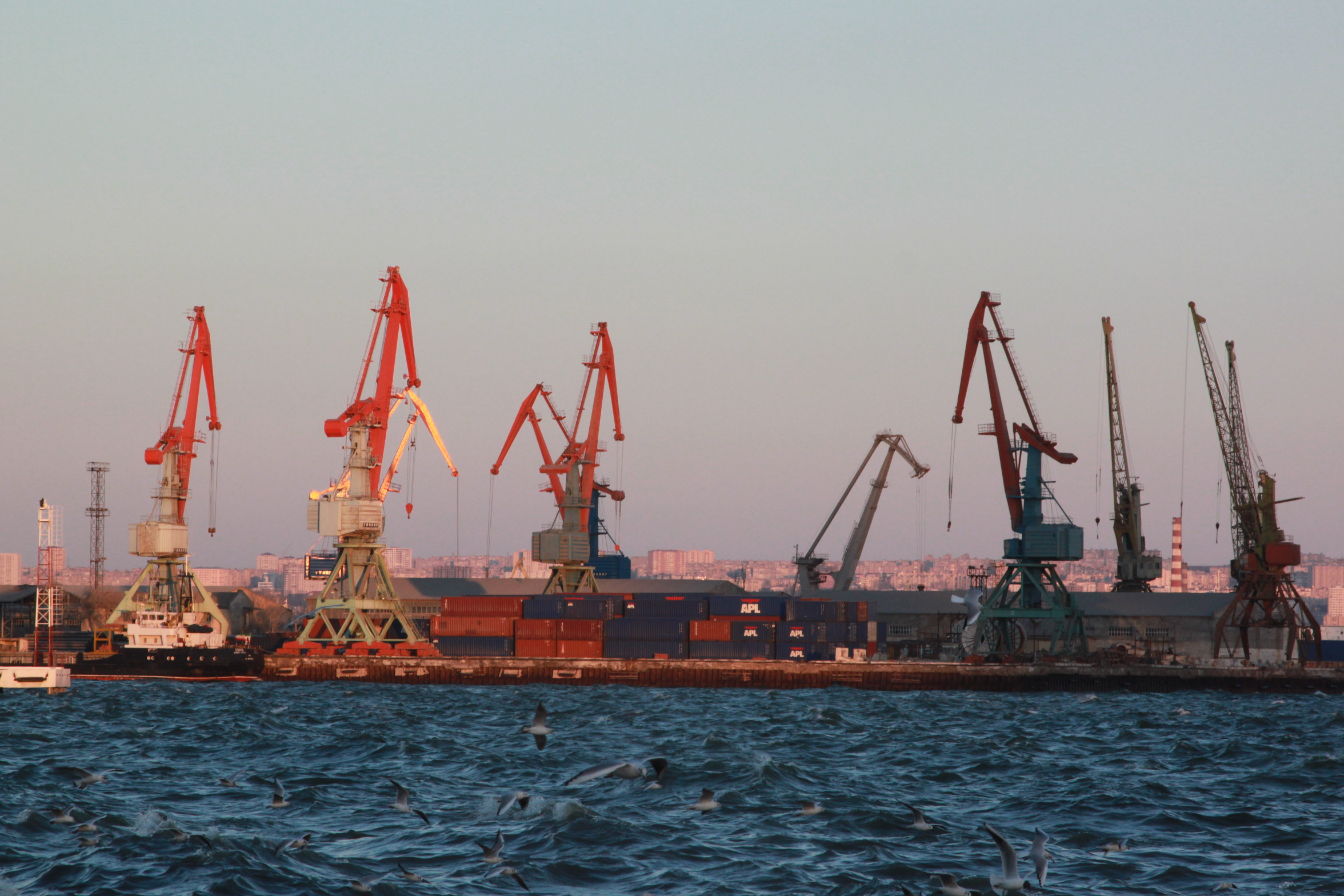
Порт Баку